# 철도역

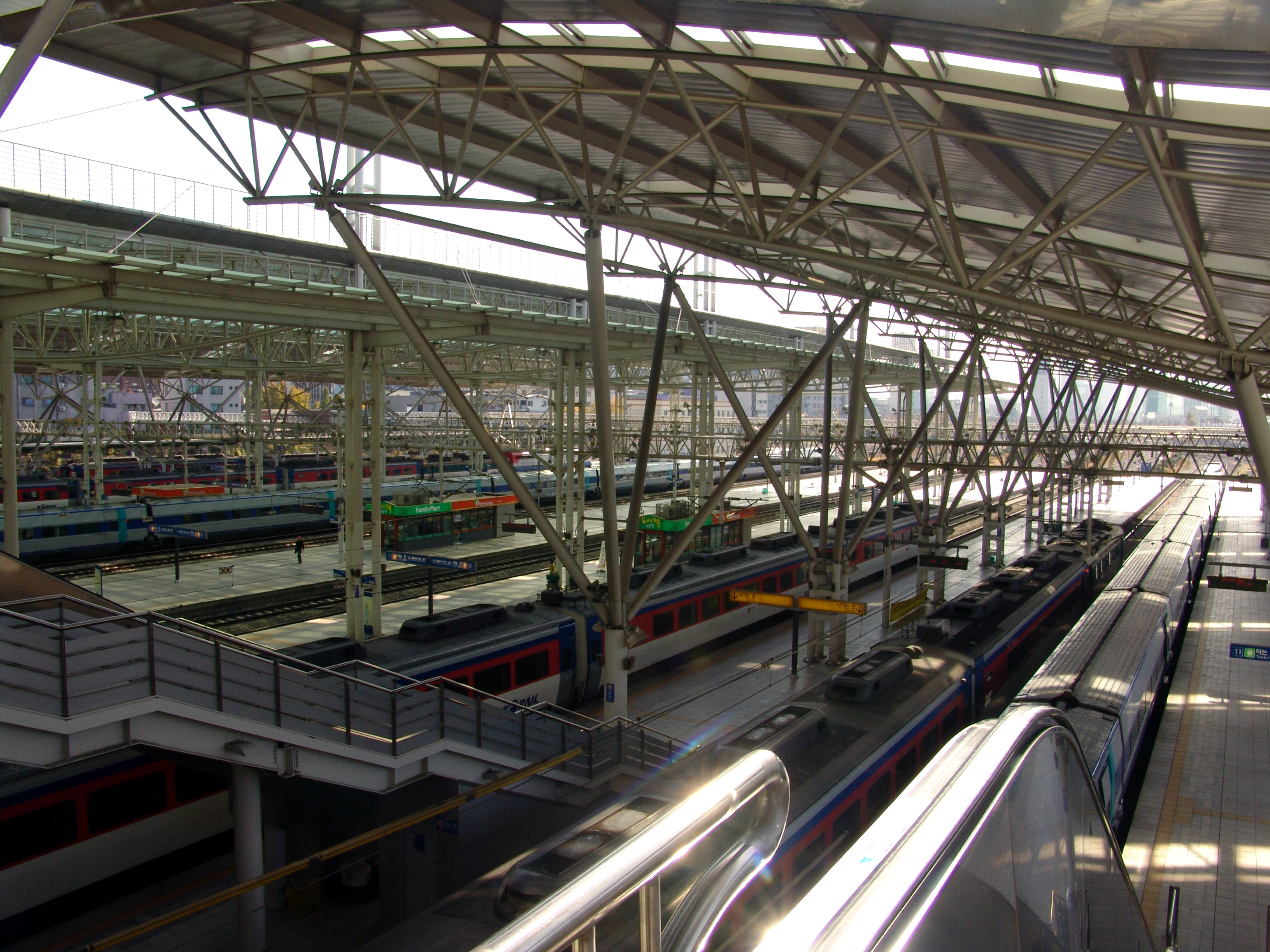
서울역

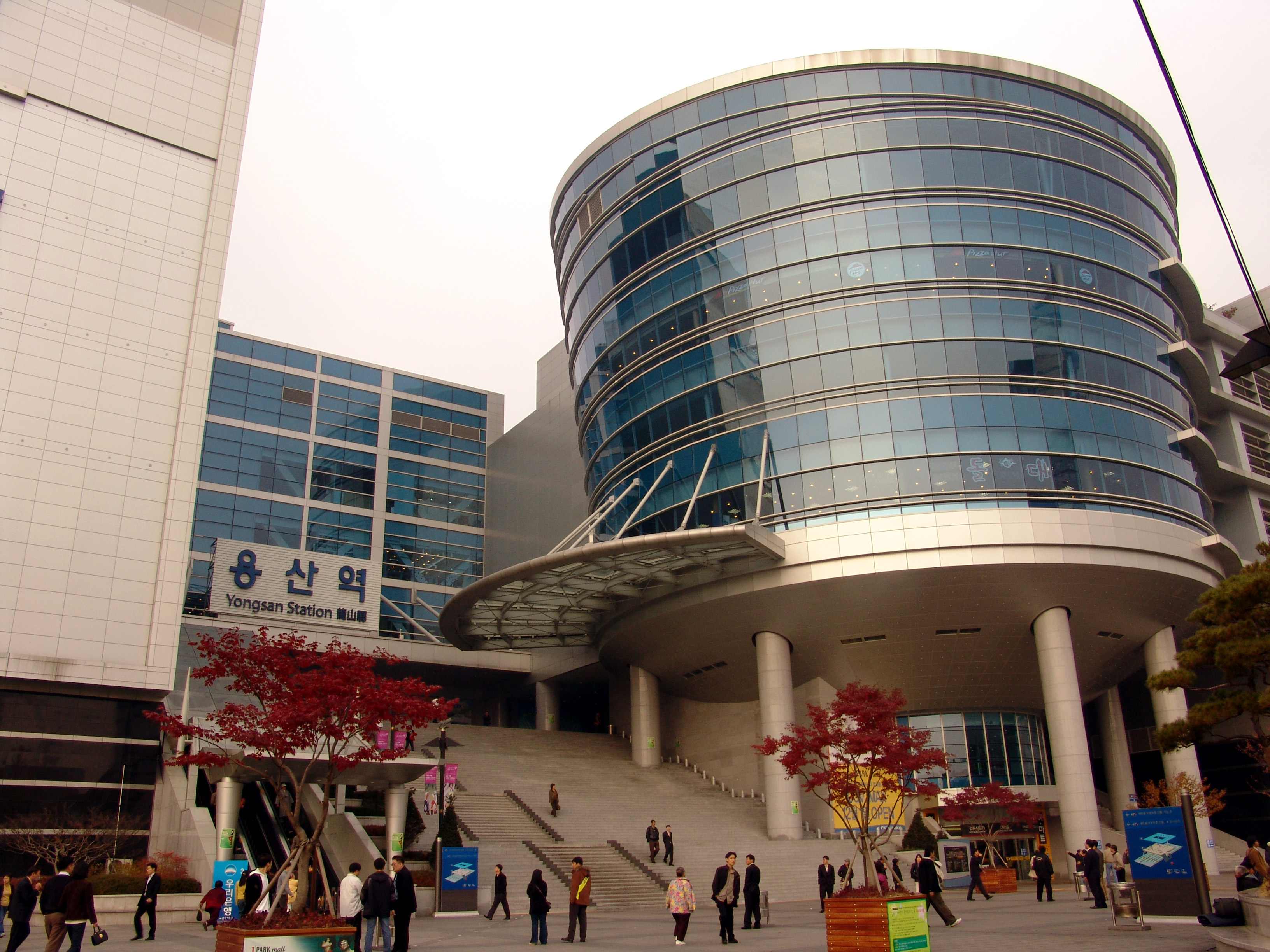
용산역

철도역(鐵道驛)은 열차가 정차하는 시설의 총칭이다. 철도 선로 주변에 승강장 등 약간의 시설물을 설치하여 만든다.

## 구조상의 분류
철도역의 설치 위치에 따라서 여러 가지로 구분한다.

### 지상역, 고가역

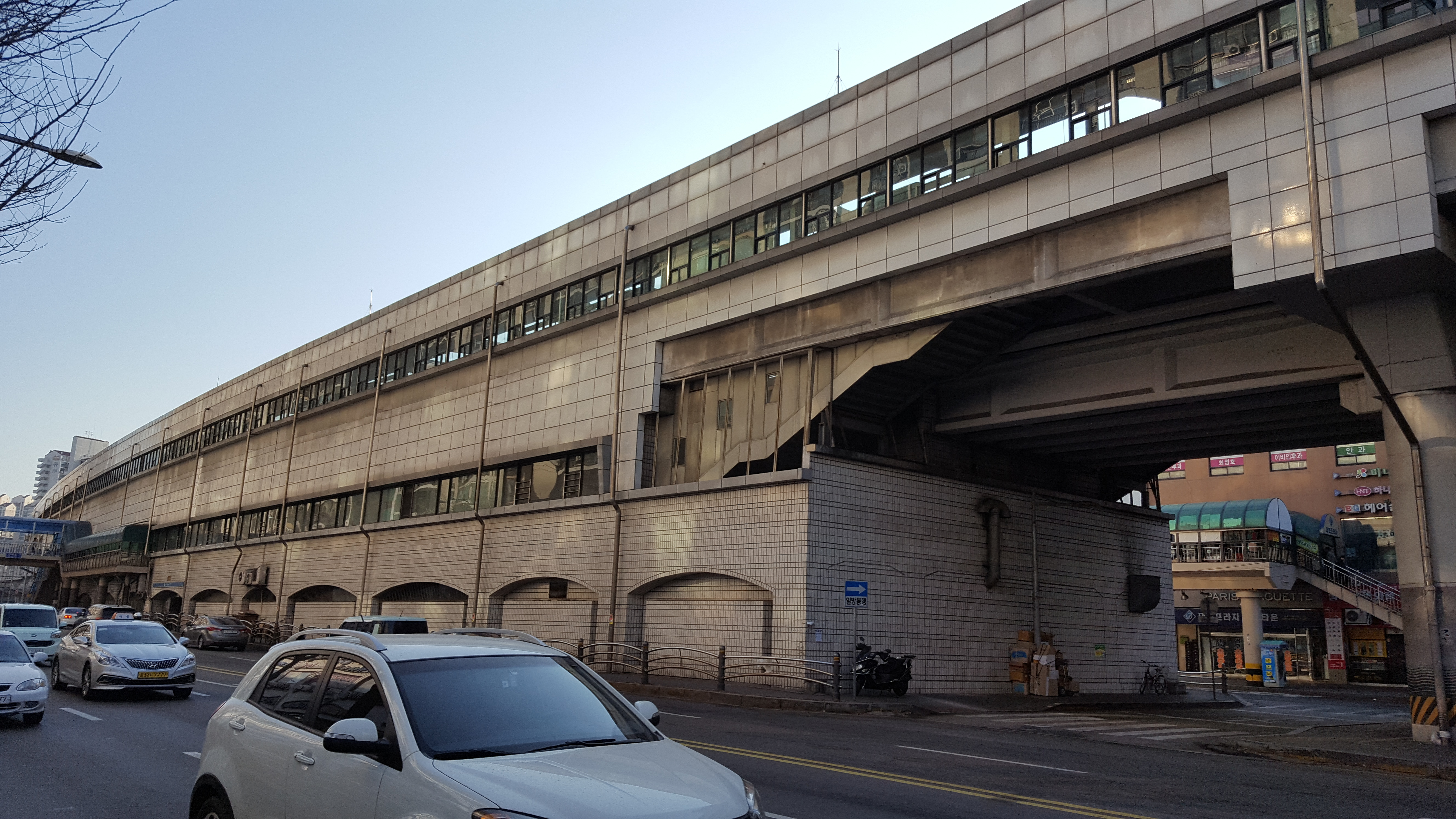
고가역의 예(상계역 역사)

지상역은 역이 지상에 입지하여 있는 경우를 의미하며, 가장 일반적인 역의 형태이다. 고가역이 아닌 지상역의 예로는 도시 철도에서 장암역 등이 있다. 고가역은 지상에 직접 역이 있는 것이 아니라 고가 선로로 역이 구성된 경우를 말하며, 도시 철도에서 흔하다. 고가역은 지상역과의 엄밀한 분류상의 종류이며, 엄밀히 구분하지 않는다면 고가역도 지상역이다.

### 지하역

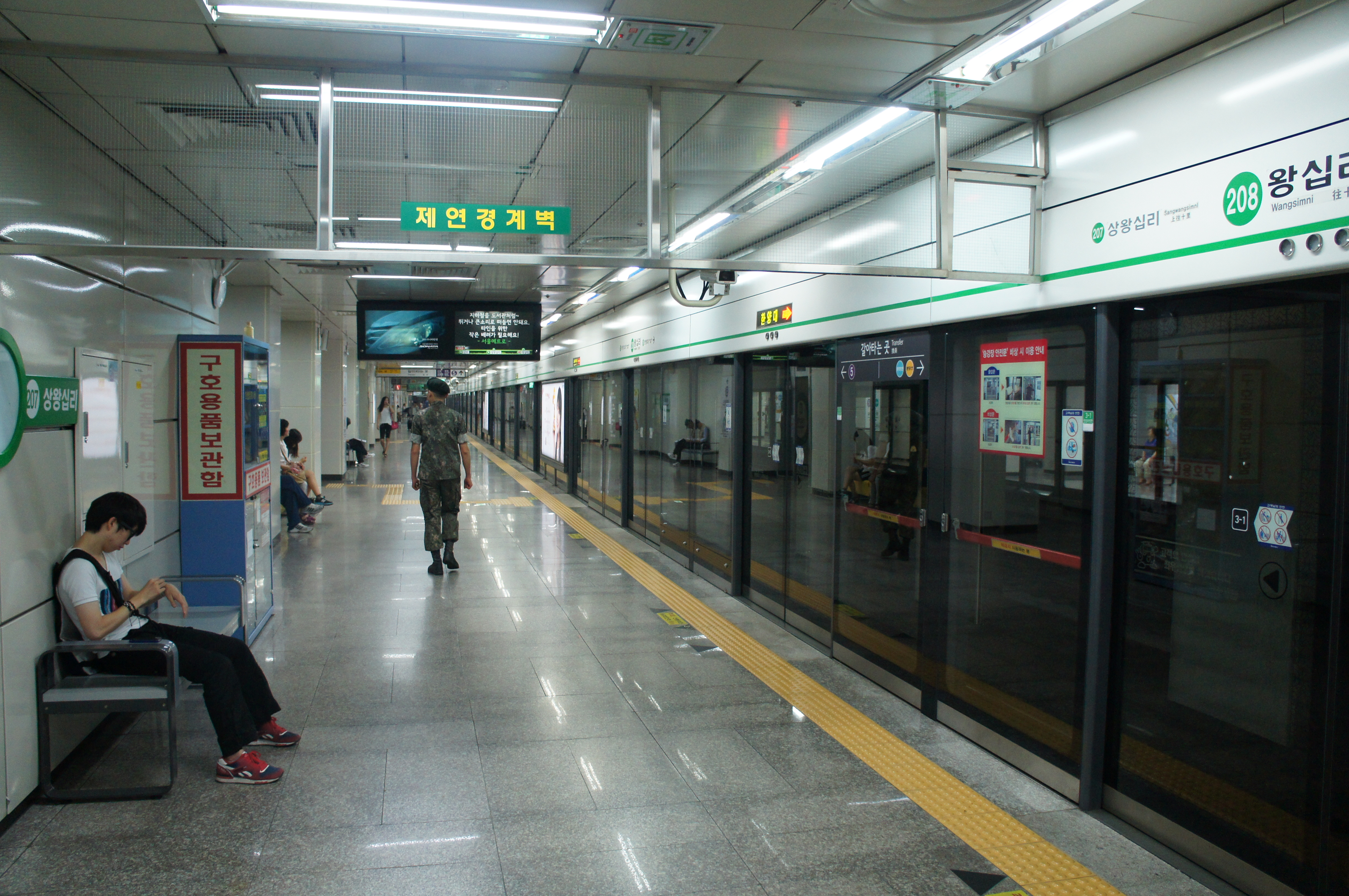
지하역의 예(왕십리역 승강장)

도시 철도처럼 지하 선로에 설치된 역을 지하역이라고 한다. 역시 전철역에 흔하며, 광명역도 주변 지형보다 아래에 선로가 있으므로 지하역이다.

### 반지하역
지상과 지하의 경계면(지면)에 역이 있는 경우이며 서울 지하철 2호선의 한양대역, 부산 지하철 1호선의 노포역이 대표적이다.

### 선상역

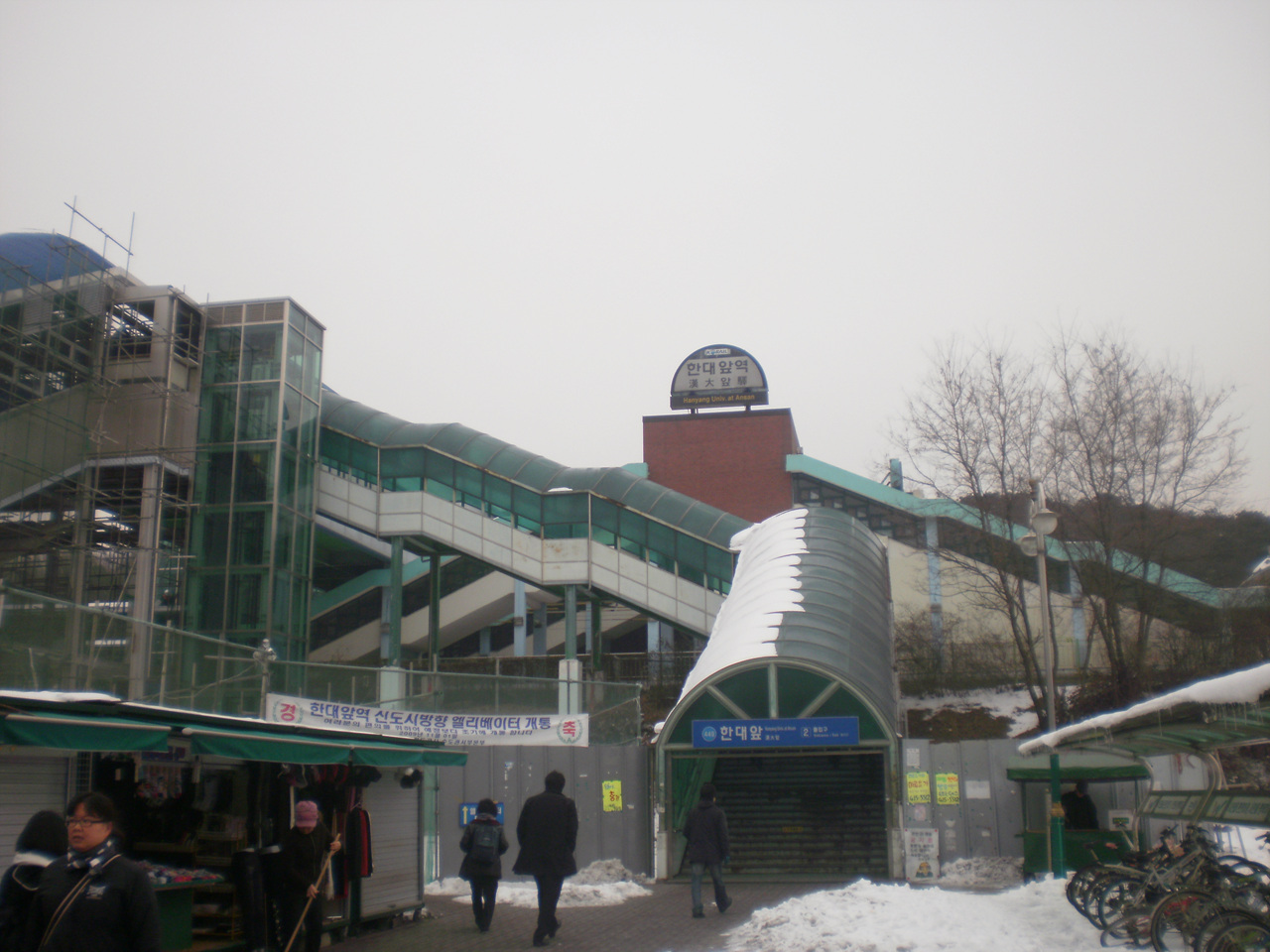
선상역의 예(한대앞역 역사)

지상역이나 고가역의 경우, 역의 본 건물이 선로 위에 입지한 경우 선상역이라고 한다. 대한민국에서는 선로 위에 역사가 있다 하여 선상역(線上驛)이라는 명칭을 흔히 쓰지만, 일본에서는 교상역(일본어: 橋上驛 쿄오조오에키[*])이라는 명칭을 쓴다. 서울역과 동대구역이 대표적이다.

### 선하역
선상역과 반대로, 역의 건물이 선로보다 아래에 입지한 경우를 선하역이라고 한다. 서광주역, 서천역, 여천역, 반성역이 그 예다.

## 업무 내용에 따른 분류
철도역에서는 크게 운전 취급, 여객 취급, 화물 취급, 기타 차량의 취급 등의 업무를 수행하며, 업무에 따라서 다음과 같이 구분된다.

### 보통역
보통역은 운전 취급(입환, 분기 및 합류, 대피 등), 여객 취급, 화물 및 소화물 취급 등 철도역에서 수행하는 모든 업무를 수행하는 역을 의미하며, 이런 업무의 책임자로서 역장이 배치된다. 협의로 정의할 경우 세 업무가 모두 이루어지는 역을 말한다.

### 여객역
여객역은 화물 및 소화물 취급이 없는 역을 의미한다. 최근에는 화물 취급의 비중이 줄어들었기 때문에, 운전 취급과 여객 취급을 모두 수행하는 역을 보통역으로 보기도 한다.
여객역 중에서 운전 취급이 없는 역의 경우, 그 이용객 규모와 관계없이 간이역으로 정의하나, 경원선 도봉산역처럼 간이역이면서 운전 취급을 하는 역도 간혹 있다. 또한, 여객역 중 특히 도시 철도나 광역 철도를 전담하여 처리하도록 시설이 구비된 곳을 전철역으로 구분한다.

### 화물역
특히 여객 취급이 없이, 화물만을 전담하여 처리하는 역을 의미한다. 화물 취급을 위해서는 운전이 필수불가결하기 때문에 거의 대부분이 보통역의 위상을 가진다.
대한민국에는 부산진역, 부산신항역, 도담역, 도안역, 소이역, 옥계역, 안인역, 흑석리역, 황등역, 하남역, 회덕역, 입석리역, 동산역, 동익산역, 가천역, 청천역, 매포역, 노령역, 오봉역, 흥국사역, 적량역, 태금역, 괴동역, 온산역 등이 있다.

### 조차장 및 차량기지
여객과 화물 취급이 없이, 운전 취급, 그 중에서도 입환을 위해 특별히 마련된 곳을 의미한다.
개중 전동차와 같이, 운행 전 별도의 열차 조성작업 없이 운행하는 고정 편성 열차를 유치, 점검하는 곳을 따로 차량기지로 호칭한다.
대한민국에는 대전조차장역, 제천조차장역이 있다.

### 신호장 및 신호소
운전 취급의 일부, 즉 교행과 대피만을 수행할 경우 신호장, 분기와 합류만을 취급할 경우 신호소라고 부른다. 최근, 철도의 CTC화로 인하여 별도로 신호소를 편제하는 경우는 없으며, 이 경우 선로 상에서 분기와 합류가 일어나는 곳을 도중분기 혹은 분기점으로 칭한다.

## 역장 지위에 따른 분류
역의 등급이라고도 한다. 역장의 직제상의 직급에 따라 구분한다.
과거 철도청 시절에는 역장의 공무원 직급에 따라, 3급역부터 6급역으로 구분한다. 이러한 등급은 역의 규모(특히 지휘총괄의 범위)와 기능에 따라서 부여가 되며, 또한 의전상의 필요에 따라서 부여되기도 하였다.

### 관리역
과거 3급(부이사관), 4급(서기관) 역에 해당하며, 현재 1급역, 2급역에 상당한다. 한국철도공사 출범 이후에는 '그룹대표역'으로 칭해졌으나, 최근에 다시 관리역으로 호칭이 변경되었다.
관리역은 산하의 각 보통역을 관할하는 역으로, 대개 해당 지역에서 운전 취급상의 거점이거나, 여객이나 화물의 취급량이 큰 역인 경우가 많다.

### 보통역
과거 5급(사무관) 및 6급(주사) 역에 해당하며, 현재의 3급역에 상당한다. 운전 취급 업무가 부가되어 있으며, 대개 여객과 화물 취급이 존재하며, 역무원과 역장이 배치되는 역을 의미한다. 보통역은 인근의 무인역(무배치간이역)을 관리한다.

### 간이역
과거 6급 역에 해당하며, 현재 3급 역에 상당한다. 운전 취급이 없으나, 역무원이 배치될 만큼 여객이 발생하는 역을 의미한다.

### 무인역
역무원이 없는 역으로, 따라서 역장도 없다. 임시승강장 및 간이역 중 무배치간이역이 여기에 해당한다. 종종 보통역이나 배치간이역이 쇠퇴하여 역무원 및 역장이 철수, 무인역이 되기도 한다.

## 구조
철도역은 기본적으로 역의 본 건물을 기본으로, 선로시설물, 여객 및 화물의 취급설비, 기타 편의시설로 이루어진다.

### 본 건물
철도역이 수행하는 각 업무를 위하여 만들어지는 건물이며, 특히 역장 이하 각 직원이 근무하는 시설물이다. 역의 각 시설을 칭할 경우 역의 본 건물을 기준으로 명칭을 정한다(승강장 번호, 선로 번호 등).

### 선로 시설물
역에는 다양한 선로 시설물들이 있으며, 각각 소정의 기능을 가지고 있다. 기본적으로는 역의 본 건물을 기준으로 하여 순번으로 명칭을 붙이나, 필요에 따라서 기능을 기준하여 이름을 붙이거나 이 둘을 혼용하여 붙이기도 한다.
- 본선
  - 부본선 : 열차의 발착 시, 본선에 부대하여 사용하는 선로. 열차의 교행이나 추월 시 대피선으로 쓰거나, 교호 발착시 본선의 부수용도로 사용한다.
  - 대피선 : 부본선 중 특히 열차의 대피에 사용하는 선로.
- 측선
  - 화물측선 : 화물의 취급, 차량 입환 또는 유치에 사용하는 선로.
  - 입환선(또는 분류선) : 차량의 입환, 분류에 사용하는 선로.
  - 안전측선 : 단선 혹은 합류역의 경우 차량의 과주(오버런)으로 2차 사고가 발생하지 않도록 하기 위하여 설치한 짧은 선로.
    - 피난선 : 긴 하구배에서 차량이 굴러내릴 경우 역을 돌파해 나가지 않고 정지할 수 있도록 설치한 선로.

  - 기회선(또는 기주선) : 열차의 착발, 차량의 입환에 지장이 되지 않도록 기관차가 각 측선이나 본선을 피하여 운행할 수 있도록 설치된 선로.

### 여객 및 화물 취급설비
- 승강장
- 적하장 : 화물의 적하를 위해 설치된 장소. 화물의 종류에 따라 취급에 필요한 각종 설비가 추가로 설치된다.
  - 크레인
  - 펌프 : 액상 화물의 취급에 사용한다.
  - 하탄장 : 무개화차 등에 적재된 석탄을 쏟아내리는 설비.
  - 컨베이어 벨트
  - 지게차
  - 로더

### 편의시설
- 구내건널목
- 계단 및 과선교, 지하통로
- 엘리베이터
- 에스컬레이터
- 역 구내 상업시설

## 같이 보기
- 승강장
- 보통역
- 조차장
- 전철역
- 간이역
- 환승역
- 임시승강장
- 신호장
- 신호소